# Apocheiridium zealandicum
Apocheiridium zealandicum är en spindeldjursart som beskrevs av Beier 1976. Apocheiridium zealandicum ingår i släktet Apocheiridium och familjen dvärgklokrypare. Inga underarter finns listade i Catalogue of Life.